# Ophioglossum gracile
Ophioglossum gracile är en låsbräkenväxtart som beskrevs av J.E.Burrows och Pocock. Ophioglossum gracile ingår i släktet ormtungor, och familjen låsbräkenväxter. Inga underarter finns listade i Catalogue of Life.